# (3935) Toatenmongakkai
(3935) Toatenmongakkai (1987 PB) – planetoida z pasa głównego asteroid okrążająca Słońce w ciągu 4,06 lat w średniej odległości 2,54 j.a. Odkryta 14 sierpnia 1987 roku.